# Конрад Зауер
Конрад Зауер (нім. Konrad Sauer; 29 січня 1915, Рот-ан-дер-Лан — 12 липня 1986, Марбург) — німецький офіцер, майор резерву вермахту (1 березня 1945), оберстлейтенант бундесверу. Кавалер Лицарського хреста Залізного хреста з дубовим листям.

## Біографія
В 1936/38 роках проходив строкову службу в 36-му артилерійському полку. 26 серпня 1939 року призваний в армію і зарахований до 206-го артилерійського полку. Учасник Польської і Французької кампаній. З 25 травня 1941 року служив в 304-му артилерійському полку, а в листопаді 1941 року переведений в штурмову артилерію. Служив у 3-й батареї 209-го дивізіону штурмових гармат. Відзначився у боях під Ржевом. В квітні 1943 року важко поранений. З початку 1944 року служив в 393-й бригаді штурмових гармат, з осені 1944 року — командир 1-ї батареї. З 1 січня 1945 року — викладач училища штурмової артилерії в Бурзі. У складі бойової групи «Бург» брав участь у боях на схід від Магдебурга. Був 5 разів поранений і кінець війни зустрів у лазареті. З 10 червня 1956 по 30 червня 1968 року служив в бундесвері.

## Нагороди
- Залізний хрест
  - 2-го класу (10 травня 1942)
  - 1-го класу (31 липня 1942)
- Нагрудний знак «За участь у загальних штурмових атаках» (12 червня 1942)
- Нагрудний знак «За поранення»
  - в чорному (6 серпня 1942)
  - в сріблі (16 квітня 1943)
- Почесна застібка на орденську стрічку для Сухопутних військ (5 вересня 1942)
- Лицарський хрест Залізного хреста з дубовим листям
  - лицарський хрест (26 вересня 1942)
  - дубове листя (№603; 4 жовтня 1944)
- Відзначений у Вермахтберіхт
  - «Лейтенант Зауер з бригади штурмових гармат за 2 дні підбив зі своєї штурмової гармати 14 танків.» (20 вересня 1944)